# Naturkundemuseum (stacja metra)
Naturkundemuseum – stacja metra w Berlinie na linii U6 w dzielnicy Mitte, w okręgu administracyjnym Mitte. Stacja została otwarta w 1923. Od 1991 do 13 grudnia 2009 stacja nosiła nazwę Zinnowitzer Straße.
W pobliżu stacji znajduje się Muzeum Historii Naturalnej.